# (38533) 1999 UQ33
(38533) 1999 UQ33 est un objet de la ceinture principale d'astéroïdes extérieure découvert en 1999.

## Description
(38533) 1999 UQ33 a été découvert le 31 octobre 1999 à l'observatoire de Kitt Peak, situé dans l'Arizona (États-Unis), par le projet Spacewatch de l’université de l'Arizona.

### Caractéristiques orbitales
L'orbite de cet astéroïde est caractérisée par un demi-grand axe de 3,24 ua, un périhélie de 2,88 ua, une excentricité de 0,11 et une inclinaison de 0,24° par rapport à l'écliptique. Du fait de ces caractéristiques, à savoir un demi-grand axe entre 3,2 et 4,6 ua, il est classé, selon la JPL Small-Body Database, comme objet de la ceinture principale d'astéroïdes extérieure.

### Caractéristiques physiques
(38533) 1999 UQ33 a une magnitude absolue (H) de 14,2 et un albédo estimé à 0,097.